# Siganus rivulatus
Siganus rivulatus е вид бодлоперка от семейство Siganidae. Видът не е застрашен от изчезване.

## Разпространение и местообитание
Разпространен е в Джибути, Египет, Еритрея, Йемен, Коморски острови, Мадагаскар, Мозамбик, Саудитска Арабия, Сейшели, Сомалия, Судан и Южна Африка. Внесен е в Кипър, Гърция, Израел, Ливан, Либия, Малта, Сирия и Турция.
Обитава полусолени водоеми, океани, морета, заливи и рифове в райони със субтропичен климат. Среща се на дълбочина от 0,5 до 30 m, при температура на водата от 24,7 до 28,7 °C и соленост 32,9 – 39,5 ‰.

## Описание
На дължина достигат до 27 cm.